# 피페로닐 뷰톡사이드
피페로닐 뷰톡사이드(영어: piperonyl butoxide)는 살충제 제형의 상승 성분으로 사용되는 옅은 노란색에서 밝은 갈색 사이의 색상을 지닌 액체 유기 화합물이다. 즉, 자체적으로 살충 활성이 없음에도 불구하고 카바메이트, 피레트린, 피레트로이드, 로테논과 같은 특정 살충제의 효능을 향상시킨다. 피페로닐 뷰톡사이드는 사프롤의 반합성 유도체이다.

## 같이 보기
- 살충제